# Tamacine
Tamacine là một đô thị thuộc tỉnh Ouargla, Algérie. Dân số thời điểm năm 2002 là 15.933 người.